# Яніс Паулюкс
Яніс Паулюкс (латис. Jānis Pauļuks; 24 (12) листопада 1865 — 21 червня 1937) — латвійський політичний і громадський діяч. Прем'єр-міністр Латвії (1923) та міністр інформації (1921—1925).
Закінчив Ризький політехнічний інститут, доктор інженерних наук (1934). За фахом інженер-будівельник залізниць. Працював головним інспектором латвійської залізниці.
Нагороджений Орденом Трьох зірок 2 ступеня і Орденом Білої троянди 1 ступеня.
Похований в Ризі на Лісовому кладовищі в Ризі.